# 区 (卢森堡)
区曾是卢森堡的第一级行政区划，已于2015年10月3日废除。
卢森堡曾有三个区，每个区下分为县（法語：canton）：
1. 迪基希区（Diekirch） 
  - 迪基希县（Diekirch）
  - 克莱沃县（Clervaux）
  - 雷当日县（Redange）
  - 菲安登县（Vianden）
  - 维尔茨县（Wiltz）
2. 格雷文马赫区（Grevenmacher） 
  - 格雷文马赫县（Grevenmacher）
  - 埃希特纳赫县（Echternach）
  - 雷米希县（Remich）
3. 卢森堡区（Luxembourg）
  - 卢森堡县（Luxembourg）
  - 卡佩伦县（Capellen）

卢森堡的区

  - 阿尔泽特河畔埃施县（Esch-sur-Alzette ）
  - 梅尔施县（Mersch）